# 哈爾丁埃爾利貝爾塔多爾市
哈爾丁埃爾利貝爾塔多爾市（Ciudad Jardín El Libertador）是阿根廷的城鎮，位於該國東北部，由布宜諾斯艾利斯省負責管轄，始建於1956年，海拔高度28米，2001年人口61,780。